# Parisus neoanomalus
Parisus neoanomalus är en tvåvingeart som beskrevs av Neal L. Evenhuis och Greathead 1999. Parisus neoanomalus ingår i släktet Parisus och familjen svävflugor. Inga underarter finns listade i Catalogue of Life.